# Gran Premio de Cataluña de Motociclismo de 2005
El Gran Premio de Cataluña de Motociclismo de 2005 fue la sexta prueba del Campeonato del Mundo de Motociclismo de 2005. Tuvo lugar en el fin de semana del 10 al 12 de junio de 2005 en el Circuito de Barcelona-Cataluña, situado en Barcelona, España. La carrera de MotoGP fue ganada por Valentino Rossi, seguido de Sete Gibernau y Marco Melandri. Dani Pedrosa ganó la prueba de 250cc, por delante de Casey Stoner y Andrea Dovizioso. La carrera de 125cc fue ganada por Mattia Pasini, Marco Simoncelli fue segundo y Mika Kallio tercero.

## Resultados MotoGP
| Pos | Piloto           | Constructor | Tiempo/Retirado | Parrilla | Puntos |
| --- | ---------------- | ----------- | --------------- | -------- | ------ |
| 1   | Valentino Rossi  | Yamaha      | 43:16.487       | 3        | 25     |
| 2   | Sete Gibernau    | Honda       | +1.094          | 1        | 20     |
| 3   | Marco Melandri   | Honda       | +7.810          | 2        | 16     |
| 4   | Alex Barros      | Honda       | +8.204          | 9        | 13     |
| 5   | Nicky Hayden     | Honda       | +8.273          | 5        | 11     |
| 6   | Max Biaggi       | Honda       | +12.051         | 4        | 10     |
| 7   | Colin Edwards    | Yamaha      | +18.762         | 7        | 9      |
| 8   | Troy Bayliss     | Honda       | +42.631         | 15       | 8      |
| 9   | Shinya Nakano    | Kawasaki    | +46.638         | 12       | 7      |
| 10  | Rubén Xaus       | Yamaha      | +46.692         | 16       | 6      |
| 11  | Carlos Checa     | Ducati      | +1:00.357       | 8        | 5      |
| 12  | Loris Capirossi  | Ducati      | +1:03.864       | 6        | 4      |
| 13  | David Checa      | Yamaha      | +1:03.985       | 18       | 3      |
| 14  | Roberto Rolfo    | Ducati      | +1:10.258       | 17       | 2      |
| 15  | Kenny Roberts Jr | Suzuki      | +1:23.731       | 13       | 1      |
| 16  | Shane Byrne      | Proton      | +1:34.624       | 19       |        |
| 17  | Alex Hofmann     | Kawasaki    | +1 vuelta       | 14       |        |
| 18  | James Ellison    | Blata       | +1 vuelta       | 20       |        |
| 19  | Franco Battaini  | Blata       | +1 vuelta       | 21       |        |
| Ret | John Hopkins     | Suzuki      | Retirado        | 11       |        |
| Ret | Makoto Tamada    | Honda       | Retirado        | 10       |        |

## Resultados 250cc
| Pos | Piloto            | Constructor | Tiempo/Retirado | Parrilla | Puntos |
| --- | ----------------- | ----------- | --------------- | -------- | ------ |
| 1   | Dani Pedrosa      | Honda       | 41:29.428       | 1        | 25     |
| 2   | Casey Stoner      | Aprilia     | +5.637          | 8        | 20     |
| 3   | Andrea Dovizioso  | Honda       | +10.597         | 9        | 16     |
| 4   | Hiroshi Aoyama    | Honda       | +17.638         | 5        | 13     |
| 5   | Simone Corsi      | Aprilia     | +19.499         | 10       | 11     |
| 6   | Randy de Puniet   | Aprilia     | +33.235         | 4        | 10     |
| 7   | Yuki Takahashi    | Honda       | +37.408         | 12       | 9      |
| 8   | Sylvain Guintoli  | Aprilia     | +37.530         | 11       | 8      |
| 9   | Mirko Giansanti   | Aprilia     | +42.814         | 16       | 7      |
| 10  | Alex Baldolini    | Aprilia     | +43.611         | 19       | 6      |
| 11  | Alex Debón        | Honda       | +43.891         | 18       | 5      |
| 12  | Roberto Locatelli | Aprilia     | +45.800         | 22       | 4      |
| 13  | Erwan Nigon       | Aprilia     | +58.190         | 20       | 3      |
| 14  | Hugo Marchand     | Aprilia     | +1:04.356       | 21       | 2      |
| 15  | Gregory Leblanc   | Aprilia     | +1:04.399       | 23       | 1      |
| 16  | Héctor Barberá    | Honda       | +1:19.129       | 7        |        |
| 17  | Martín Cárdenas   | Aprilia     | +1:20.909       | 25       |        |
| 18  | Frederik Watz     | Yamaha      | +1:35.685       | 27       |        |
| 19  | Steve Jenkner     | Aprilia     | +1 vuelta       | 14       |        |
| 20  | Gabor Rizmayer    | Yamaha      | +1 vuelta       | 28       |        |
| 21  | Gabriele Ferro    | Fantic      | +1 vuelta       | 29       |        |
| Ret | Chaz Davies       | Aprilia     | Retirado        | 15       |        |
| Ret | Jorge Lorenzo     | Honda       | Colisión        | 2        |        |
| Ret | Alex de Angelis   | Aprilia     | Colisión        | 6        |        |
| Ret | Andrea Ballerini  | Aprilia     | Retirado        | 17       |        |
| Ret | Jakub Smrž        | Honda       | Retirado        | 13       |        |
| Ret | Arnaud Vincent    | Fantic      | Retirado        | 24       |        |
| Ret | Sebastián Porto   | Aprilia     | Retirado        | 3        |        |

## Resultados 125cc
| Pos | Piloto                   | Constructor | Tiempo/Retirado | Parrilla | Puntos |
| --- | ------------------------ | ----------- | --------------- | -------- | ------ |
| 1   | Mattia Pasini            | Aprilia     | 41:15.125       | 2        | 25     |
| 2   | Marco Simoncelli         | Aprilia     | +9.034          | 3        | 20     |
| 3   | Mika Kallio              | KTM         | +12.408         | 1        | 16     |
| 4   | Gábor Talmácsi           | KTM         | +18.256         | 6        | 13     |
| 5   | Tomoyoshi Koyama         | Honda       | +18.440         | 12       | 11     |
| 6   | Manuel Poggiali          | Gilera      | +18.544         | 9        | 10     |
| 7   | Thomas Lüthi             | Honda       | +21.460         | 10       | 9      |
| 8   | Julián Simón             | KTM         | +21.566         | 13       | 8      |
| 9   | Lorenzo Zanetti          | Aprilia     | +29.029         | 4        | 7      |
| 10  | Fabrizio Lai             | Honda       | +29.471         | 8        | 6      |
| 11  | Andrea Iannone           | Aprilia     | +30.483         | 17       | 5      |
| 12  | Michael Ranseder         | KTM         | +35.214         | 21       | 4      |
| 13  | Sergio Gadea             | Aprilia     | +38.639         | 15       | 3      |
| 14  | Álvaro Bautista          | Honda       | +39.559         | 16       | 2      |
| 15  | Aleix Espargaró          | Honda       | +44.218         | 24       | 1      |
| 16  | Mike Di Meglio           | Honda       | +44.228         | 18       |        |
| 17  | Dario Giuseppetti        | Aprilia     | +50.251         | 22       |        |
| 18  | Federico Sandi           | Honda       | +51.219         | 34       |        |
| 19  | Mateo Túnez              | Aprilia     | +51.227         | 23       |        |
| 20  | Ángel Rodríguez Campillo | Honda       | +55.449         | 32       |        |
| 21  | Toshihisa Kuzuhara       | Honda       | +55.469         | 5        |        |
| 22  | Raffaele de Rosa         | Aprilia     | +55.504         | 25       |        |
| 23  | Sandro Cortese           | Honda       | +1:01.121       | 31       |        |
| 24  | Daniel Saez              | Aprilia     | +1:01.933       | 38       |        |
| 25  | Raymond Schouten         | Honda       | +1:02.622       | 26       |        |
| 26  | Manuel Hernández         | Aprilia     | +1:04.894       | 19       |        |
| 27  | Jordi Carchano           | Aprilia     | +1:10.672       | 29       |        |
| 28  | Gioele Pellino           | Malaguti    | +1:15.210       | 30       |        |
| 29  | Hugo vd Berg             | Aprilia     | +1:47.881       | 39       |        |
| Ret | Karel Abraham            | Aprilia     | Retirado        | 41       |        |
| Ret | Imre Tóth                | Aprilia     | Retirado        | 40       |        |
| Ret | Alexis Masbou            | Honda       | Retirado        | 20       |        |
| Ret | Héctor Faubel            | Aprilia     | Retirado        | 7        |        |
| Ret | Lukáš Pešek              | Derbi       | Retirado        | 14       |        |
| Ret | Vincent Braillard        | Aprilia     | Retirado        | 35       |        |
| Ret | Stefan Bradl             | KTM         | Retirado        | 33       |        |
| Ret | Enrique Jerez            | Derbi       | Retirado        | 37       |        |
| Ret | Pablo Nieto              | Derbi       | Retirado        | 11       |        |
| Ret | Joan Olivé               | Aprilia     | Retirado        | 27       |        |
| Ret | Michele Pirro            | Malaguti    | Retirado        | 36       |        |
| Ret | Nicolás Terol            | Derbi       | Retirado        | 28       |        |